# Rednex
Rednex ist ein 1992 in Stockholm gegründetes Musikprojekt. Die Band ist eine der wenigen im Genre Eurodance, welche sich über mehrere Jahrzehnte hinweg in den Charts platzieren konnte und noch erfolgreich ist. Darüber hinweg verkaufte sie bis heute mehr als 10 Millionen Platten.

## Bandporträt
Rednex entstand als Retortenband der drei schwedischen Produzenten Janne Ericsson, Örjan Öberg und Pat Reiniz (bürgerlich Patrick Edenberg).
Die Gruppe besteht heute aus den Musikern „Zoe“, „Pervis“, „Crock“, „Ace“, „Cash“, „Moe“, „Jiggie“, „Misty“ und „Spades“, diese variieren aber von Auftritt zu Auftritt.
Von 1994 bis 2001 bestand die Band aus den Musikern „Billy Ray“, „Bobby Sue“, „B.B. Stiff“ und den Frontfrauen Annika Ljungberg („Mary Joe“) und Mia Löfgren („Whippy“), von 2001 bis 2004 bildeten Julie-Anne Tulley („Scarlet“, Frontfrau), Dagger (Leadsinger), Joe Cagg und Jaylee die Gruppe. Anfang 2004 wurden Joe Cagg und Jaylee von „Ace“ und „Crock“ abgelöst, Ende desselben Jahres entschied sich auch „Scarlet“ für einen Ausstieg.
Der Name Rednex leitet sich vom amerikanischen Ausdruck Redneck (wörtlich übersetzt: Rotnacken) ab, einer in den USA üblichen, abwertenden Bezeichnung für einen Südstaatler im Hinblick auf alle damit verbundenen Klischees und Stereotype (politischer/religiöser Konservatismus/Reaktionismus, ländliche/bäuerliche Lebensweise und Country-Musik), welche die Band durch ihren Musikstil, ihr Outfit und ihre Videoclips verkörpert (und karikiert/parodiert).
Das Stockholmer Projekt verschiedener Musiker, Stylisten und Produzenten landete 1994 mit der Coverversion des nordamerikanischen Country-Liedes Cotton Eye Joe ihren ersten internationalen Nr.-1-Hit, der sich 25 Wochen in den deutschen Singlecharts hielt. Zehn Wochen davon befand sich der Titel auf der Position eins, was zuvor noch keiner schwedischen Produktion gelungen war. Allein in Deutschland verkauften sie über 1,7 Mio. Singles. Als Nachfolgehits erschienen Old Pop in an Oak und Wish You Were Here. Nach einer Pause von fast sechs Jahren waren Rednex erneut erfolgreich. Mit dem von Axel Breitung geschriebenen Titel Spirit of the Hawk belegten sie neun Wochen Platz eins in den deutschen Single-Charts. Die Sängerin Mary Joe war in der Zwischenzeit durch Whippy und Scarlet ersetzt worden.
Typisch für Rednex sind schnelle Stücke wie Cotton Eye Joe, Wild’n Free oder Spirit of the Hawk, die Eurodancemusik mit Country-Elementen und Westernfilm-Samples mischen. Charterfolge erzielten sie jedoch auch mit den beiden Balladen Wish You Were Here und Hold Me for a While.
Im März 2006 nahm die Band – mit neuen und teilweise altbekannten Mitgliedern (so ersetzte Mary Joe wieder Scarlet) – mit dem Song Mama Take Me Home an der schwedischen Vorausscheidung zum Eurovision Song Contest 2006 teil. Im Folgejahr beteiligten sie sich gemeinsam mit der Band Ro-Mania an der nationalen Vorentscheidung Rumäniens. Ihr Titel Well-o-wee wurde aber wegen einer Verletzung der Spielregeln disqualifiziert. Im Jahr 2008 traten sie erneut mit Ro-Mania mit dem Titel RailRoad, RailRoad beim rumänischen Vorentscheid an, schieden allerdings bereits im Halbfinale aus. Mit ihrem Titel Football is Our Religion steuerten sie einen Song zur Fußball-Europameisterschaft 2008 in der Schweiz und Österreich bei.
2007 sorgte Rednex für Aufsehen, indem es als erste Popband überhaupt versuchte, sich selbst auf einer Auktion zu verkaufen. Der Verkaufspreis von 1.500.000 $ bei eBay wurde von Medien auf der ganzen Welt hervorgehoben, ausgelacht und verpönt. Trotzdem wurde nie ein Deal abgeschlossen.

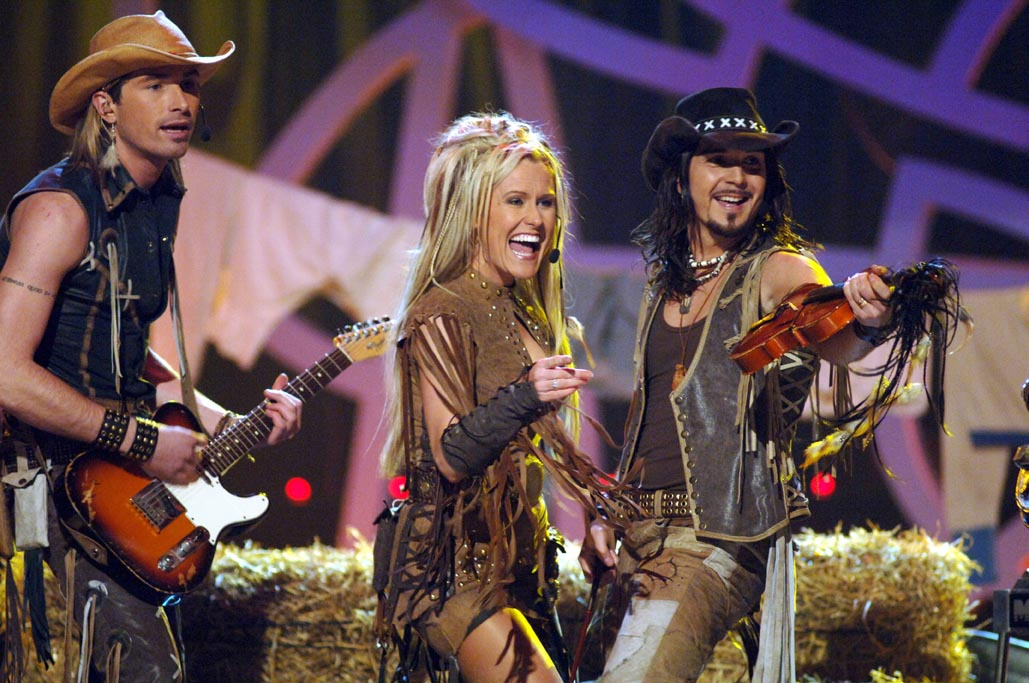
Besetzung von Rednex 2007–2008: Anders Lundström, Annika Ljungberg und Jens Sylsjö.

Am 26. September 2008 gaben die Gründer und Inhaber von Rednex durch eine Pressemitteilung auf www.rednexmusic.com bekannt, dass das gesamte Personal der Band ab dem 1. Januar 2009 ausgewechselt wird. Die neue Band wird aus den vorherigen Mitgliedern Scarlet, Dagger, Joe Cagg und Ace Ratclaw bestehen. Dies ist bereits das zweite Mal, dass alle Mitglieder ausgewechselt werden. Erstmals geschah dies im Januar 2001, als Whippy, Billy Ray, Bobby Sue und B.B. Stiff die Band verließen und durch Scarlet, Dagger, Joe Cagg und Jay Lee ersetzt wurden.
Im September 2015 traten Rednex auf dem Eisleber Wiesenmarkt auf, wo sie auch Wish You Were Here sangen; sowie auf der Partyreihe "90er TOTAL", wo sie z. B. im Oktober 2015 in der Essener Grugahalle mit Mia/Whippy als Sängerin auftraten.
Im März 2019 folgte eine zweiwöchige Japan-Tour, zusammen mit den Mitgliedern Zoe Duskin, Moe Lester The Limp, Cash und Pervis The Palergator. Im September des gleichen Jahres spielten Rednex, ebenfalls in dieser Konstellation, ihr erstes Konzert in Brasilien.

## Diskografie

### Studioalben
| Jahr | Titel         | Höchstplatzierung, Gesamtwochen, AuszeichnungChartplatzierungen (Jahr, Titel, Platzierungen, Wochen, Auszeichnungen, Anmerkungen) | Höchstplatzierung, Gesamtwochen, AuszeichnungChartplatzierungen (Jahr, Titel, Platzierungen, Wochen, Auszeichnungen, Anmerkungen) | Höchstplatzierung, Gesamtwochen, AuszeichnungChartplatzierungen (Jahr, Titel, Platzierungen, Wochen, Auszeichnungen, Anmerkungen) | Höchstplatzierung, Gesamtwochen, AuszeichnungChartplatzierungen (Jahr, Titel, Platzierungen, Wochen, Auszeichnungen, Anmerkungen) | Höchstplatzierung, Gesamtwochen, AuszeichnungChartplatzierungen (Jahr, Titel, Platzierungen, Wochen, Auszeichnungen, Anmerkungen) | Anmerkungen                              |
| Jahr | Titel         | DE | AT | CH | US | SE | Anmerkungen                              |
| ---- | ------------- | --- | --- | --- | --- | --- | ---------------------------------------- |
| 1995 | Sex & Violins | DE4 Gold · (38 Wo.)DE | AT2 Platin · (29 Wo.)AT | CH1 Platin · (34 Wo.)CH | US68 (12 Wo.)US | SE3 Gold · (23 Wo.)SE | Erstveröffentlichung: 27. Februar 1995   |
| 2000 | … Farm Out!   | DE18 (18 Wo.)DE | AT34 (8 Wo.)AT | CH16 (21 Wo.)CH | — | SE60 (1 Wo.)SE | Erstveröffentlichung: 25. September 2000 |

### Kompilationen
- 2002: The Best of the West
- 2020: Greatest Hits & Remixes

### Singles
| Jahr | Titel Album                              | Höchstplatzierung, Gesamtwochen, AuszeichnungChartplatzierungen (Jahr, Titel, Album, Platzierungen, Wochen, Auszeichnungen, Anmerkungen) | Höchstplatzierung, Gesamtwochen, AuszeichnungChartplatzierungen (Jahr, Titel, Album, Platzierungen, Wochen, Auszeichnungen, Anmerkungen) | Höchstplatzierung, Gesamtwochen, AuszeichnungChartplatzierungen (Jahr, Titel, Album, Platzierungen, Wochen, Auszeichnungen, Anmerkungen) | Höchstplatzierung, Gesamtwochen, AuszeichnungChartplatzierungen (Jahr, Titel, Album, Platzierungen, Wochen, Auszeichnungen, Anmerkungen) | Höchstplatzierung, Gesamtwochen, AuszeichnungChartplatzierungen (Jahr, Titel, Album, Platzierungen, Wochen, Auszeichnungen, Anmerkungen) | Höchstplatzierung, Gesamtwochen, AuszeichnungChartplatzierungen (Jahr, Titel, Album, Platzierungen, Wochen, Auszeichnungen, Anmerkungen) | Anmerkungen                             |
| Jahr | Titel Album                              | DE | AT | CH | UK | US | SE | Anmerkungen                             |
| ---- | ---------------------------------------- | --- | --- | --- | --- | --- | --- | --------------------------------------- |
| 1994 | Cotton Eye Joe Sex & Violins             | DE1 ×2Doppelplatin · (30 Wo.)DE | AT1 Platin · (26 Wo.)AT | CH1 Platin · (33 Wo.)CH | UK1 ×2Doppelplatin · (14 Wo.)UK | US25 Gold · (20 Wo.)US | SE1 Platin · (26 Wo.)SE | Erstveröffentlichung: 12. August 1994   |
| 1994 | Old Pop in an Oak Sex & Violins          | DE2 Platin · (20 Wo.)DE | AT1 Platin · (18 Wo.)AT | CH2 Gold · (24 Wo.)CH | UK12 (3 Wo.)UK | — | SE1 (16 Wo.)SE | Erstveröffentlichung: 17. November 1994 |
| 1995 | Wish You Were Here Sex & Violins         | DE1 Platin · (29 Wo.)DE | AT1 Gold · (27 Wo.)AT | CH1 Gold · (30 Wo.)CH | — | — | SE3 (22 Wo.)SE | Erstveröffentlichung: 6. Mai 1995       |
| 1995 | Wild ’n Free Sex & Violins               | DE18 (12 Wo.)DE | AT12 (11 Wo.)AT | CH24 (8 Wo.)CH | — | — | SE37 (1 Wo.)SE | Erstveröffentlichung: 4. September 1995 |
| 1995 | Rolling Home Sex & Violins               | DE42 (7 Wo.)DE | AT18 (9 Wo.)AT | — | — | — | SE32 (6 Wo.)SE | Erstveröffentlichung: 5. Dezember 1995  |
| 1999 | The Way I Mate … Farm Out!               | DE34 (8 Wo.)DE | AT22 (9 Wo.)AT | CH37 (6 Wo.)CH | — | — | SE7 Gold · (11 Wo.)SE | Erstveröffentlichung: August 1999       |
| 2000 | The Spirit of the Hawk … Farm Out!       | DE1 ×3Dreifachgold · (27 Wo.)DE | AT1 Platin · (28 Wo.)AT | CH3 Gold · (32 Wo.)CH | — | — | SE10 Gold · (16 Wo.)SE | Erstveröffentlichung: 28. Februar 2000  |
| 2000 | Hold Me for a While … Farm Out!          | DE25 (9 Wo.)DE | AT16 (12 Wo.)AT | CH19 (15 Wo.)CH | — | — | — | Erstveröffentlichung: 21. Juni 2000     |
| 2001 | The Chase –                              | DE65 (3 Wo.)DE | AT44 (4 Wo.)AT | CH54 (6 Wo.)CH | — | — | — | Erstveröffentlichung: 12. November 2001 |
| 2002 | Cotton Eye Joe 2002 The Best of the West | DE83 (4 Wo.)DE | AT32 (8 Wo.)AT | — | — | — | — | Erstveröffentlichung: 28. Oktober 2002  |
| 2006 | Mama Take Me Home –                      | — | — | — | — | — | SE3 Gold · (22 Wo.)SE | Erstveröffentlichung: 13. März 2006     |
| 2006 | Fe Fi –                                  | — | — | — | — | — | SE4 (7 Wo.)SE | Erstveröffentlichung: 19. Dezember 2006 |
| 2007 | Anyway You Want Me –                     | — | — | — | — | — | SE8 (3 Wo.)SE | Erstveröffentlichung: 20. Februar 2007  |
| 2007 | Looking for a Star –                     | — | — | — | — | — | SE4 (6 Wo.)SE | Erstveröffentlichung: 19. Juni 2007     |
| 2008 | Football Is Our Religion (Euro 2008) –   | DE59 (4 Wo.)DE | — | — | — | — | SE1 (3 Wo.)SE | Erstveröffentlichung: 30. Mai 2008      |

Weitere Singles
- 1995: Gold Strike Megamix
- 1997: Riding Alone
- 2007: With Bells On
- 2009: Desert Town
- 2010: Devil’s on the Loose
- 2011: Raise Your Glass
- 2012: Racing
- 2012: The End
- 2012: The Hix Off (Live)
- 2016: Innit for the Money
- 2017: Where You Gonna Go
- 2018: Manly Man
- 2022: Glad Rags Jug

## Künstlerauszeichnungen
- RSH-Gold
  - 1996: in der Kategorie „Dance Act des Jahres“[7]

## Auszeichnungen für Musikverkäufe
| Goldene Schallplatte - Australien - 1995: für die Single Cotton Eye Joe - Italien - 2024: für die Single Cotton Eye Joe - Neuseeland - 1995: für das Album Sex & Violins - Niederlande - 1994: für die Single Cotton Eye Joe Platin-Schallplatte - Dänemark - 2024: für die Single Cotton Eye Joe - Europa - 1996: für das Album Sex & Violins - Finnland - 1995: für das Album Sex & Violins - Kanada - 1995: für das Album Sex & Violins - Neuseeland - 1995: für die Single Cotton Eye Joe - Norwegen - 1995: für das Album Sex & Violins - 1995: für die Single Old Pop in an Oak - 1996: für die Single Wish You Were Here | 2× Platin-Schallplatte - Europa - 1995: für die Single Cotton Eye Joe - Norwegen - 1995: für die Single Cotton Eye Joe |

Anmerkung: Auszeichnungen in Ländern aus den Charttabellen bzw. Chartboxen sind in ebendiesen zu finden.
| Land/RegionAuszeichnungen für Musikverkäufe (Land/Region, Auszeichnungen, Verkäufe, Quellen) | Gold       | Platin       | Verkäufe    | Quellen                   |
| -------------------------------------------------------------------------------------------- | ---------- | ------------ | ----------- | ------------------------- |
| Australien (ARIA)                                                                            | Gold1      | —            | 35.000      | aria.com.au               |
| Dänemark (IFPI)                                                                              | —          | Platin1      | 90.000      | ifpi.dk                   |
| Deutschland (BVMI)                                                                           | 2× Gold2   | 5× Platin5   | 3.000.000   | musikindustrie.de         |
| Europa (IFPI)                                                                                | —          | 3× Platin3   | (3.000.000) | ifpi.org                  |
| Finnland (IFPI)                                                                              | —          | Platin1      | 62.213      | ifpi.fi                   |
| Italien (FIMI)                                                                               | Gold1      | —            | 50.000      | fimi.it                   |
| Kanada (MC)                                                                                  | —          | Platin1      | 100.000     | musiccanada.com           |
| Neuseeland (RMNZ)                                                                            | Gold1      | Platin1      | 17.500      | aotearoamusiccharts.co.nz |
| Niederlande (NVPI)                                                                           | Gold1      | —            | 50.000      | nvpi.nl                   |
| Norwegen (IFPI)                                                                              | —          | 5× Platin5   | 130.000     | ifpi.no                   |
| Österreich (IFPI)                                                                            | Gold1      | 4× Platin4   | 225.000     | ifpi.at                   |
| Schweden (IFPI)                                                                              | 4× Gold4   | Platin1      | 140.000     | sverigetopplistan.se      |
| Schweiz (IFPI)                                                                               | 3× Gold3   | 2× Platin2   | 175.000     | hitparade.ch              |
| Vereinigte Staaten (RIAA)                                                                    | Gold1      | —            | 500.000     | riaa.com                  |
| Vereinigtes Königreich (BPI)                                                                 | —          | 2× Platin2   | 1.200.000   | bpi.co.uk                 |
| Insgesamt                                                                                    | 15× Gold15 | 26× Platin26 |             |                           |